# Kensal Green
Kensal Green thuộc rìa phía nam của Khu Brent của Luân Đôn. Nơi đây còn được biết đến với tên gọi khác là Kensal Rise. Kensal Green tiếp giáp Thành phố Westminster về phía đông, Khu hoàng gia Kensington và Chelsea về phía nam.
Vào ngày 7 tháng 12 năm 2006 lúc 11 giờ trưa, một cơn bão tấn công Kensal Green. Hơn 150 ngôi nhà bị phá hỏng, 6 người bị thương. Đường khu vực tắc nghẽn và cư dân phải đi tạm trú nơi khác. Tổng thiệt hại ước tính khoảng 2 triệu bảng Anh.